# Proctoporus laudahnae
Proctoporus laudahnae — вид ящірок родини гімнофтальмових (Gymnophthalmidae). Ендемік Перу.

## Поширення й екологія
Proctoporus laudahnae відомі з типової місцевості, що лежить у місцевості Пальма-Пампа, в регіоні Уануко, на висоті 3010 м над рівнем моря. Вони живуть у гірських хмарних лісах.